# Daniël de Blieck

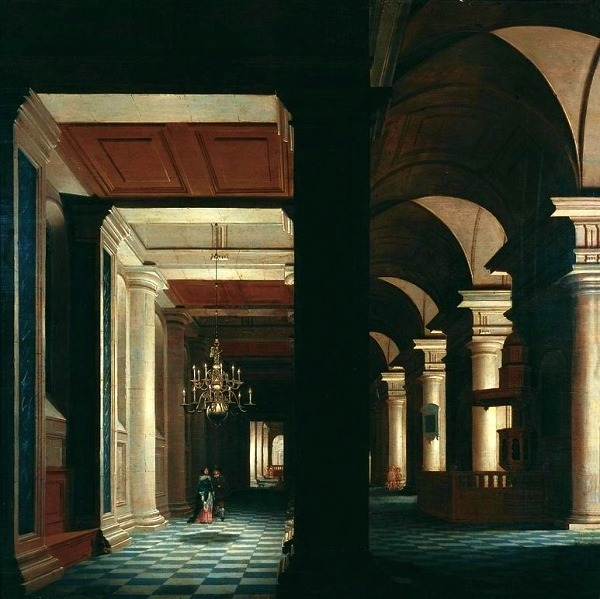
Wnętrze kościoła
1652, 73 × 75 cm,
Muzeum Sztuki w Łodzi

Daniël de Blieck (ur. ok. 1610 w Middelburgu, poch. 6 marca 1673 tamże) – holenderski malarz, rysownik i architekt. 

## Życiorys
W 1647 lub 1648 roku wstąpił do gildii św. Łukasza w Middelburgu; w latach był jej 1664–1665 dziekanem. W 1660 roku na cztery lata wyjechał do Anglii. W pierwszych latach swojej artystycznej działalności malował głównie portrety. Od mniej więcej 1650 roku jego zainteresowania skupiły się na malowaniu wnętrz kościołów fantastycznych i bardziej realistycznych. Zmiana stylu być może ma związek ze szkołą Dirka van Delena, który mógł być jego nauczycielem. Blieck wykonywał również projekty architektoniczne - jest autorem projektu magazynów dla Kampanii Wschodniej z 1671 roku.

## Obrazy
(wg źródła
- Wnętrze kościoła św. Wawrzyńca w Rotterdamie w świetle dziennym - 1652, Peter H. Tilou Gallery, Londyn
- Wnętrze kościoła św. Wawrzyńca w Rotterdamie nocą - 1652, Warszawa
- Wnętrze kościoła - 1652, 73 × 75 cm, Muzeum Sztuki w Łodzi
- Taras z kolumnadą - 1658, Kopenhaga